# نهائي كأس الولايات المتحدة المفتوح 2019
نهائي كأس لامار هانت المفتوحة للولايات المتحدة 2019 كانت مباراة كرة قدم أقيمت في 27 أغسطس 2019، في ملعب مرسيدس بنز في أتلانتا ،وجرت المباراة في كينيساو، جورجيا، الولايات المتحدة. وقد حددت المباراة الفائز في كأس الولايات المتحدة المفتوحة 2019، الذي يعتبر الإصدار رقم 106 من أقدم مسابقة في كرة القدم في أمريكا، والتي كانت مفتوحة لفرق كرة القدم للهواة والمحترفين المنتسبة. إلى اتحاد كرة القدم الأمريكي . تنافس فريقان من الدوري الأمريكي لكرة القدم في المباراة لأول مرة في النهائي: المضيفون أتلانتا يونايتد ، في أول نهائي كأس مفتوح لهم، ومينيسوتا يونايتد إف سي ؛ دخل كلا الفريقين إلى الدوري الأمريكي لكرة القدم كفرق توسعية خلال موسم 2017 .

## الطريق إلى النهائي
كأس الولايات المتحدة المفتوحة هي مسابقة كرة قدم سنوية مفتوحة لفرق البالغين في الولايات المتحدة التابعة لاتحاد كرة القدم الأمريكي . يشمل المشاركون البالغ عددهم 84 فرقًا محترفة وهواة، باستثناء الفرق الاحتياطية والأكاديمية التي تملكها وتديرها بشكل مباشر أندية الدوري الأمريكي لكرة القدم. كانت بطولة 2019 هي النسخة رقم 106 من كأس الولايات المتحدة المفتوحة، وهي أقدم بطولة كرة قدم مستمرة في الولايات المتحدة. دخلت فرق MLS الـ 21 المؤهلة في الجولة الرابعة، في مواجهة فرق من دوري الولايات المتحدة والدوري الوطني الممتاز لكرة القدم.
المتأهلون للتصفيات النهائية، أتلانتا يونايتد إف سي ومينيسوتا يونايتد إف سي ، كلاهما يلعبان في الدوري الأمريكي لكرة القدم ودخلا الدوري خلال موسم 2017 كفرق توسعية. يمثل كلا الفريقين ولايات لم ترسل فريقًا مطلقًا إلى نهائي كأس الولايات المتحدة المفتوحة. آخر لقاء بينهما، أقيم في مايو على ملعب مرسيدس بنز، وانتهى بفوز أتلانتا (3-0).
أتلانتا يونايتد، حامل لقب كأس الدوري الأمريكي لكرة القدم، تم استبعاده من قبل فريق شيكاغو فاير في دور الـ16 خلال النسخة السابقة من بطولة الولايات المتحدة المفتوحة. أُقيمت المباراة على ملعب مرسيدس بنز في أتلانتا وسُجِّل رقماً قياسياً جديداً في عدد الجماهير الحاضرة في المباراة بمشاركة 41,012 متفرجًا. كان من المقرر أن يُلعبوا مباراتهم الأولى في بطولة عام 2019 في 11 يونيو ضد بطارية تشارلستون في تشارلستون، ساوث كارولينا، لكن الظروف الميدانية الناجمة عن الأمطار الغزيرة أجبرت على نقلها إلى ملعب البنك الثالث الخامس في كينيساو، جورجيا. أُقيمت المباراة خلف أبواب مغلقة في 13 يونيو وانتهت بفوز أتلانتا يونايتد بنتيجة 3-1. تأخر أصحاب الأرض في الدقيقة 20 بهدف سجله إيان سفانتيسون لاعب تشارلستون، لكنهم أدركوا التعادل عن طريق روماريو ويليامز في الدقيقة 79. وفي الوقت الإضافي، سجل المهاجم البديل براندون فاسكويز هدفين ليمنح فريقه مكانًا في دور الـ16.
لعبت أتلانتا خارج أرضها أمام كولومبوس كرو في دور الـ16 بعد أن تم تعادلها في فئة الشرق الأوسط الإقليمية.  تقدم أتلانتا 2-0 في أول أربع عشرة دقيقة، حيث سجل فاسكيز هدفه الثالث في البطولة وسجل المدافع مايلز روبنسون هدفه الاحترافي الأول.  سجل ديفيد أكام هدفًا لصالح كولومبوس قبل نهاية الشوط الأول، ولكن فاسكويز أضاف الهدف الثالث لأتلانتا في الدقيقة 65، مما حافظ على تفوقهم بفارق هدفين. بعد مرور ست دقائق، تم تحويل عرضية من طاقم كرة القدم وايلون فرانسيس من قبل حارس مرمى أتلانتا براد جوزان إلى مرماه، مما أسفر عن تسجيل هدف في مرماه. بعد تأخير بسبب هطول الأمطار لمدة ساعة، نجح أتلانتا يونايتد في الفوز 3-2 والتأهل إلى الدور ربع النهائي.  شاركت أتلانتا بمعظم فريقها الأول في الدور ربع النهائي ضد فريق سانت لويس ، وهو فريق (USL) الذي قضى على فريقين من الدوري الأمريكي لكرة القدم في الجولات السابقة من البطولة.  لانتا تفوق على سانت لويس بنتيجة 21-11 وسيطر على معظم مجريات المباراة، ولكنه لم يتمكن من تسجيل أي نقاط في الشوط الأول. وكسرت المباراة السلبية في الدقيقة 53 عندما سجل بيتي مارتينيز من داخل منطقة الجزاء. ركلة جزاء، احتسبت لأتلانتا خلال الوقت المحتسب بدل الضائع بعد خطأ على ديون بيريرا ، تم تحويلها بواسطة جوزيف مارتينيز لإنهاء المباراة بانتصار 2-0.
في مباراة نصف النهائي ضد أورلاندو سيتي إس سي، سجل أتلانتا هدفًا في الدقيقة 37 بقدم إريك ريميدي، بعد أن أجبر حارس المرمى آدم جرينويس على التصدي لتسديدته الأولى. وبعدما أضاع فريق أورلاندو فرصتين للتعادل، أحرز إيمرسون هيندمان هدفه الأول مع أتلانتا، مما أدى إلى فوز الفريق الزائر 2-0 وتأهلهم لأول مرة إلى نهائي كأس الولايات المتحدة المفتوحة.

## المكان

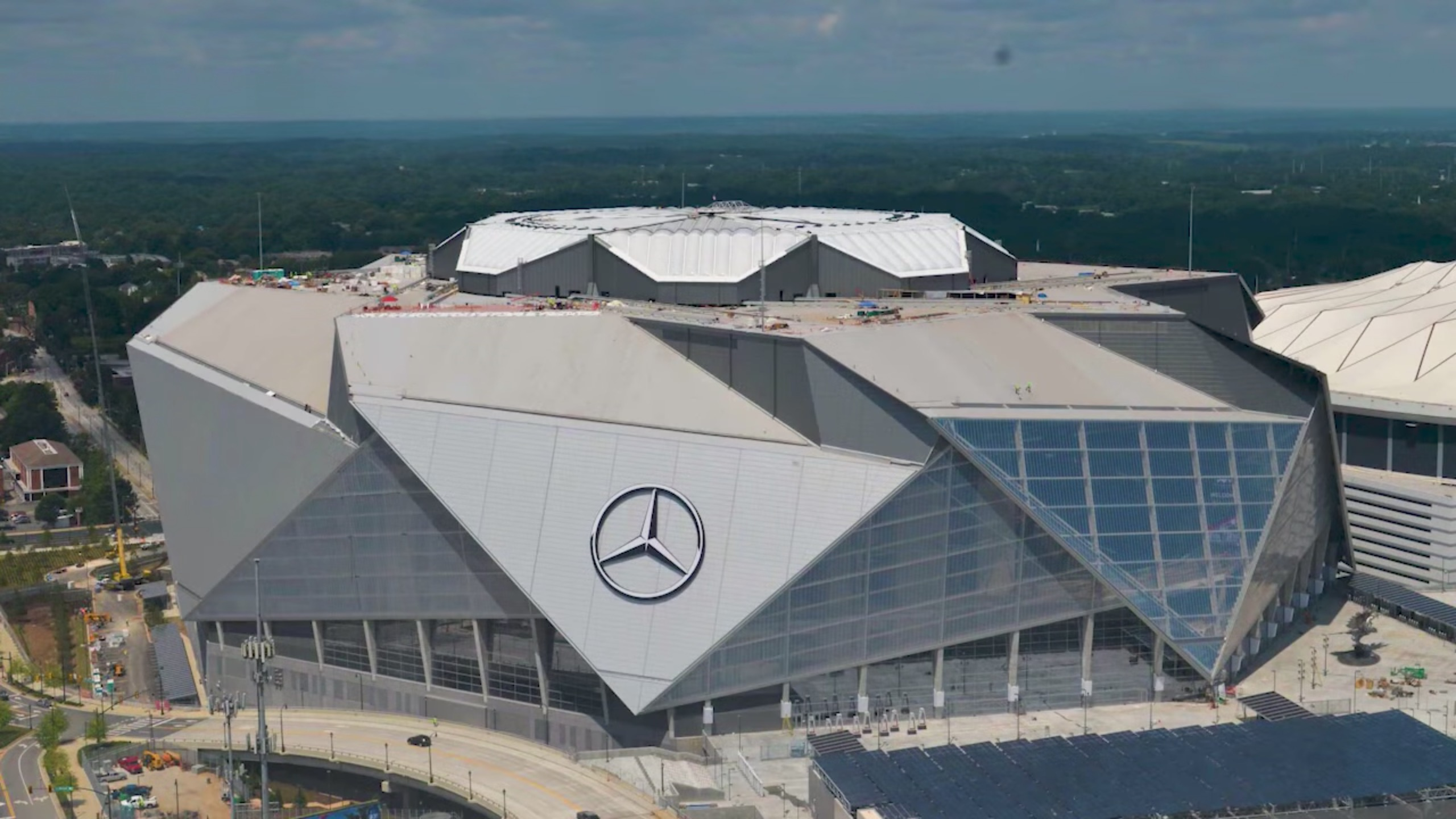
استضاف ملعب مرسيدس بنز في أتلانتا المباراة النهائية

استضاف ملعب مرسيدس بنز في أتلانتا نهائي كأس الولايات المتحدة المفتوحة، وهو أول نهائي يُلعب هناك وثاني مباراة في كأس الولايات المتحدة المفتوحة بعد مباراة دور الـ16 التي استضافها أتلانتا يونايتد في 2018  تم افتتاح الملعب في عام 2017، وسبق أن استضاف مباريات كأس الدوري الأمريكي لكرة القدم في ديسمبر 2018 وأيضًا استضاف كأس البطولة في وقت سابق من أغسطس 2019.  مُنحت أتلانتا الأولوية الأولى لاستضافة المباراة النهائية خلال قرعة استضافة نصف النهائي، التي أجراها اتحاد كرة القدم الأمريكي في 11 يوليو 2019  كانت المباراة الثالثة عشرة والنهائي الأول في تاريخ كأس الولايات المتحدة المفتوحة يتم لعبه داخل الصالات. 